# Niederstinzel
Niederstinzel é uma comuna francesa na região administrativa de Grande Leste, no departamento de Mosela. Estende-se por uma área de 12,96 km². Em 2010 a comuna tinha 254 habitantes (densidade: 19,6 hab./km²).